# The Treater's Treat
The Treater's Treat è un cortometraggio muto del 1913. Il nome del regista non viene riportato nei credit.

## Produzione
Il film fu prodotto dalla Essanay Film Manufacturing Company. Le riprese furono effettuate al Luna Park di Coney Island, a Brooklyn.

## Distribuzione
Distribuito dalla General Film Company, il film - un cortometraggio di una bobina - uscì nelle sale cinematografiche USA il 10 settembre 1913.